# ［6］-姜烯酚
[6]-姜烯酚（英语：[6]-Shogaol）又称[6]-生姜酚、[6]-姜辣烯酮等。是一种有机化合物，化学式：C17H24O3，是构成生姜辛辣味来源的姜烯酚类化合物中最常见的一种。

## 辣度
[6]-姜烯酚的史高维尔辣度为160,000 SHU。高于胡椒碱、是纯辣椒素辣度的百分之一。
[6]-姜烯酚推测是由[6]-姜醇发生脱水反应转化形成，但[6]-姜醇辣度仅为60,000 SHU。这一转化过程可以通过储存或加热在生姜内人为发生。

## 合成
[6]-姜烯酚合成的可能合成方法是：先以香草醛和丙酮发生克莱森缩合反应
得到去氢姜酮。脱氢姜酮随后与己醛在四氢呋喃溶液中发生羟醛缩合得到6-去氢姜烯酚和6-去氢姜醇。后者可以通过催化加氢得到[6]-姜醇。最用利用盐酸发生消去反应从而得到[6]-姜烯酚。

以香草醛为起始原料合成[6]-姜烯酚可能路线